# Hip hip hura!
Hip hip hura! (zapis stylizowany: hip hip hura!) – pierwszy singel polskiej piosenkarki Sanah z jej piątego albumu studyjnego, zatytułowanego Kaprysy. Singel został wydany 19 lutego 2024.
Kompozycja znalazła się na 1. miejscu listy OLiA, najczęściej odtwarzanych utworów w polskich rozgłośniach radiowych. Nagranie otrzymało w Polsce status poczwórnie platynowego singla, przekraczając liczbę 200 tysięcy sprzedanych kopii.

## Geneza utworu i historia wydania
Utwór napisali i skomponowali Zuzanna Grabowska i Jakub Galiński, który również odpowiada za produkcję utworu.
Singel ukazał się w formacie digital download 19 lutego 2024 w Polsce za pośrednictwem wytwórni płytowej Magic Records w dystrybucji Universal Music Polska. Piosenka została umieszczona na piątym albumie studyjnym Sanah – Kaprysy.
1 maja 2024 wykonała piosenkę na żywo w ramach cyklu „Poplista Live Sessions” na kanale radia RMF FM.

## „Hip hip hura!” w stacjach radiowych
Nagranie było notowane na 1. miejscu w zestawieniu OLiA, najczęściej odtwarzanych utworów w polskich rozgłośniach radiowych.

## Teledysk
Do utworu powstał teledysk w reżyserii samej piosenkarki i Alana Kępskiego, który udostępniono w dniu premiery singla za pośrednictwem serwisu YouTube.

## Lista utworów
- Digital download[2]

1. „Hip hip hura!” – 4:11

## Notowania
| Kraj   | Lista (2024)             | Najwyższa pozycja |
| ------ | ------------------------ | ----------------- |
| Polska | Billboard Poland Songs   | 9                 |
| Polska | OLiS – single w streamie | 10                |

| Kraj   | Lista (2024)                   | Najwyższa pozycja |
| ------ | ------------------------------ | ----------------- |
| Polska | OLiS – oficjalna lista airplay | 1                 |

| Kraj   | Lista (2024)                   | Pozycja |
| ------ | ------------------------------ | ------- |
| Polska | OLiS – single w streamie       | 44      |
| Polska | OLiS – oficjalna lista airplay | 34      |

## Certyfikaty
| Kraj          | Certyfikat         | Sprzedaż |
| ------------- | ------------------ | -------- |
| Polska (ZPAV) | 4× platynowa płyta | 200 000+ |

## Wyróżnienia
| Rok  | Konkurs                  | Kategoria                   | Rezultat    |
| ---- | ------------------------ | --------------------------- | ----------- |
| 2024 | Gorąca 100               | 100 największych hitów 2024 | 12. miejsce |
| 2024 | Przebój roku RMF FM 2024 | Przebój roku                | 56. miejsce |